# Mistrzostwa Europy we Wspinaczce Sportowej 2006
Mistrzostwa Europy we wspinaczce sportowej 2006 – 7. edycja mistrzostw Europy we wspinaczce sportowej, która odbyła się od 29 czerwca do 3 lipca 2006 roku w rosyjskim Jekaterynburgu.
Podczas zawodów wspinaczkowych w Jekaterynburgu zawodnicy i zawodniczki rywalizowali w 4 konkurencjach. Zawody w boulderingu, które nie odbyły się w Rosji przeprowadzono w Wielkiej Brytanii w Birmingham (w terminie 16–18 marca 2007).

## Harmonogram
Legenda
| E | Eliminacje |  | Finał (ilość) |

| Czerwiec / Lipiec 2006 | 28 | 29 | 30 | 1 | 2 | 3 | 4 |
| ---------------------- | -- | -- | -- | - | - | - | - |
| Wspinaczka sportowa    |    | E  | 2  | E | E | 2 |   |

## Konkurencje
Mężczyźni
- prowadzenie i wspinaczka na czas

Kobiety
- prowadzenie oraz wspinaczka na czas

## Uczestnicy
Zawodnicy i zawodniczki podczas zawodów wspinaczkowych w 2006 roku rywalizowali w 4 konkurencjach. Łącznie do mistrzostw Europy zgłoszonych zostało 119 wspinaczy (każdy zawodnik miał prawo startować w każdej konkurencji o ile do niej został zgłoszony i zaakceptowany przez IFCS i organizatora zawodów). 
| Lp.   |           | ↓ Uczestnicy – konkurencje → |    | prowadzenie | na czas |
| ----- | --------- | ---------------------------- | -- | ----------- | ------- |
| 1.    | Mężczyźni | 42                           | 23 |             |         |
| 2.    | Kobiety   | 37                           | 17 |             |         |
| Razem | Razem     | Razem                        | 79 | 40          |         |

### Reprezentacja Polski
- Kobiety:
  - w prowadzeniu; Kinga Ociepka zajęła 15 m., a Agata Modrzejewska sklasyfikowana została na 28-29 miejscu,
  - we wspinaczce na czas; Edyta Ropek była 10 m.
- Mężczyźni:
  - w prowadzeniu; Marcin Wszołek zajął 28–29 m., a Rafał Porębski został sklasyfikowany na 38–43 miejscu,
  - we wspinaczce na czas; Tomasz Oleksy był 9 m.

## Medaliści
| Konkurencja          | Złoto                          | Srebro                       | Brąz                           |
| -------------------- | ------------------------------ | ---------------------------- | ------------------------------ |
| Mężczyźni            |                                |                              |                                |
| prowadzenie (30.06)  | Austria · David Lama           | Szwajcaria · Cédric Lachat   | Rosja · Dmitrij Szarafutdinow  |
| wsp. na czas (03.07) | Rosja · Jewgienij Wajcechowski | Rosja · Siergiej Sinicyn     | Rosja · Aleksandr Pieszechonow |
| Kobiety              |                                |                              |                                |
| prowadzenie (30.06)  | Francja · Charlotte Durif      | Francja · Sandrine Levet     | Słowenia Maja Vidmar           |
| wsp. na czas (03.07) | Rosja · Anna Stienkowa         | Rosja · Ksienija Aleksiejewa | Rosja · Walentina Jurina       |

## Klasyfikacja medalowa
* Gospodarz zawodów został zaznaczony tym kolorem.
| Miejsce           | Reprezentacja     | Złoto | Srebro | Brąz | Razem |
| ----------------- | ----------------- | ----- | ------ | ---- | ----- |
|                   |                   |       |        |      |       |
| 1                 | Rosja             | 2     | 2      | 3    | 7     |
| 2                 | Francja           | 1     | 1      | 0    | 2     |
| 3                 | Austria           | 1     | 0      | 0    | 1     |
| 4                 | Szwajcaria        | 0     | 1      | 0    | 1     |
| 5                 | Słowenia          | 0     | 0      | 1    | 1     |
| Ogółem (5 państw) | Ogółem (5 państw) | 4     | 4      | 4    | 12    |

Źródło: